# Mokriw
Mokriw (ukr. Мокрів, ros. Мокров) – przystanek kolejowy w miejscowości Mokre, w rejonie dubieńskim, w obwodzie rówieńskim, na Ukrainie.